# Săldăbagiu de Barcău
Săldăbagiu de Barcău – wieś w Rumunii, w okręgu Bihor, w gminie Balc. W 2011 roku liczyła 580
mieszkańców.